# Lalanne (Gers)
Lalanne é uma comuna francesa na região administrativa de Occitânia, no departamento de Gers. Estende-se por uma área de 5,55 km². Em 2010 a comuna tinha 135 habitantes (densidade: 24,3 hab./km²).